# Gustav Heinrich Ralph von Koenigswald
Gustav Heinrich Ralph von Koenigswald (citado muy a menudo como G.H.R. von Koenigswald) (1902-1982) fue un distinguido paleontólogo y geólogo alemán, destacando principalmente en paleoantropología por sus descubrimientos de homínidos fósiles en Java y Sureste Asiático.

## Inicios
Von Koenigswald nació en Berlín, el 13 de noviembre de 1902, durante un período de intenso interés y un rápido crecimiento en el estudio de la evolución. Comenzó su colección de vertebrados fósiles, cuando tenía quince años, con la adquisición de un molar de rinoceronte durante una excursión a Mauer. Posteriormente estudió geología y paleontología en Berlín, Tubinga, Colonia y Múnich.

## Java

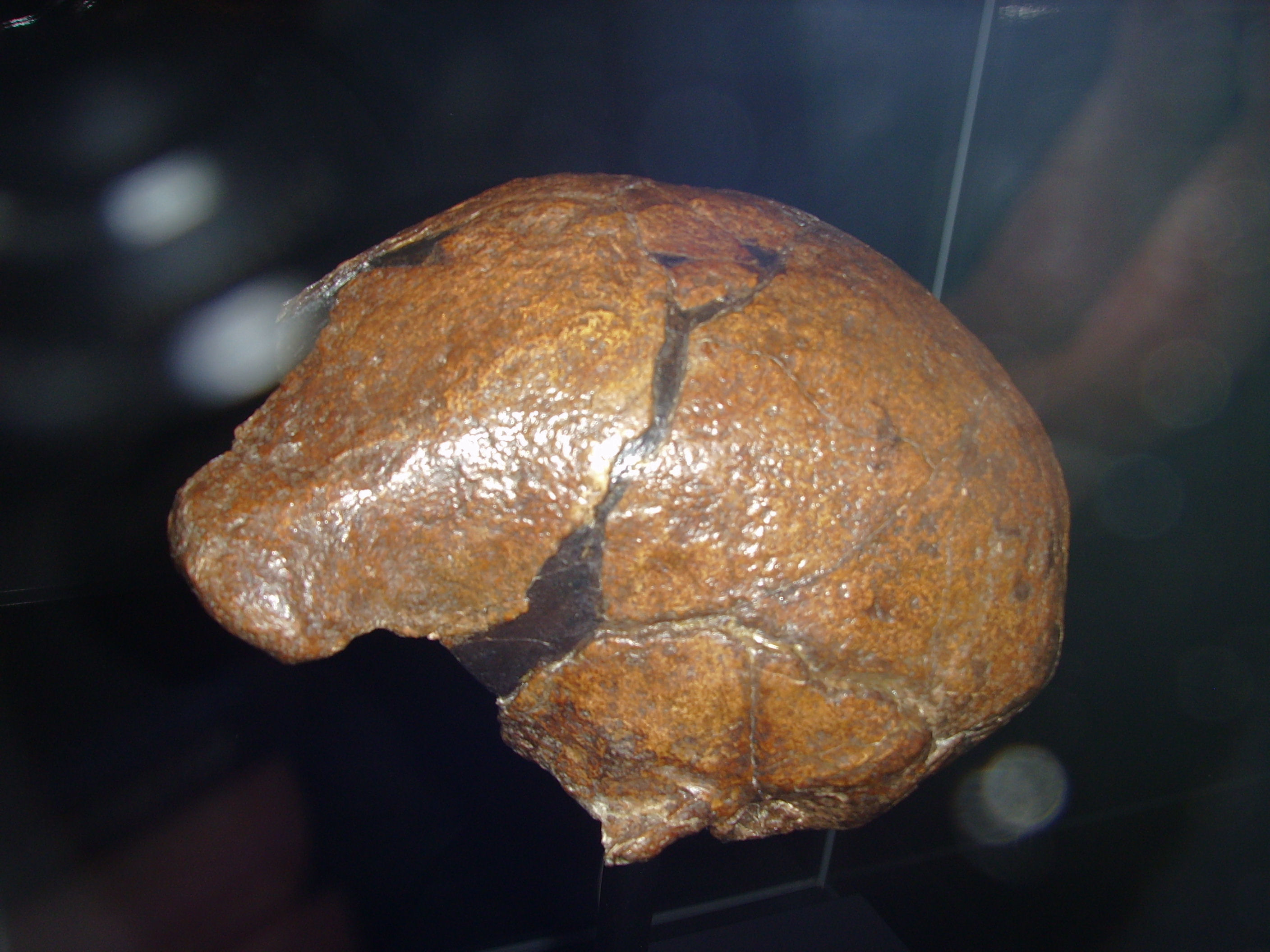
Bóveda craneal de Homo erectus (Sangiran 2). «Colección Koenigswald» del Museo Senckenberg.

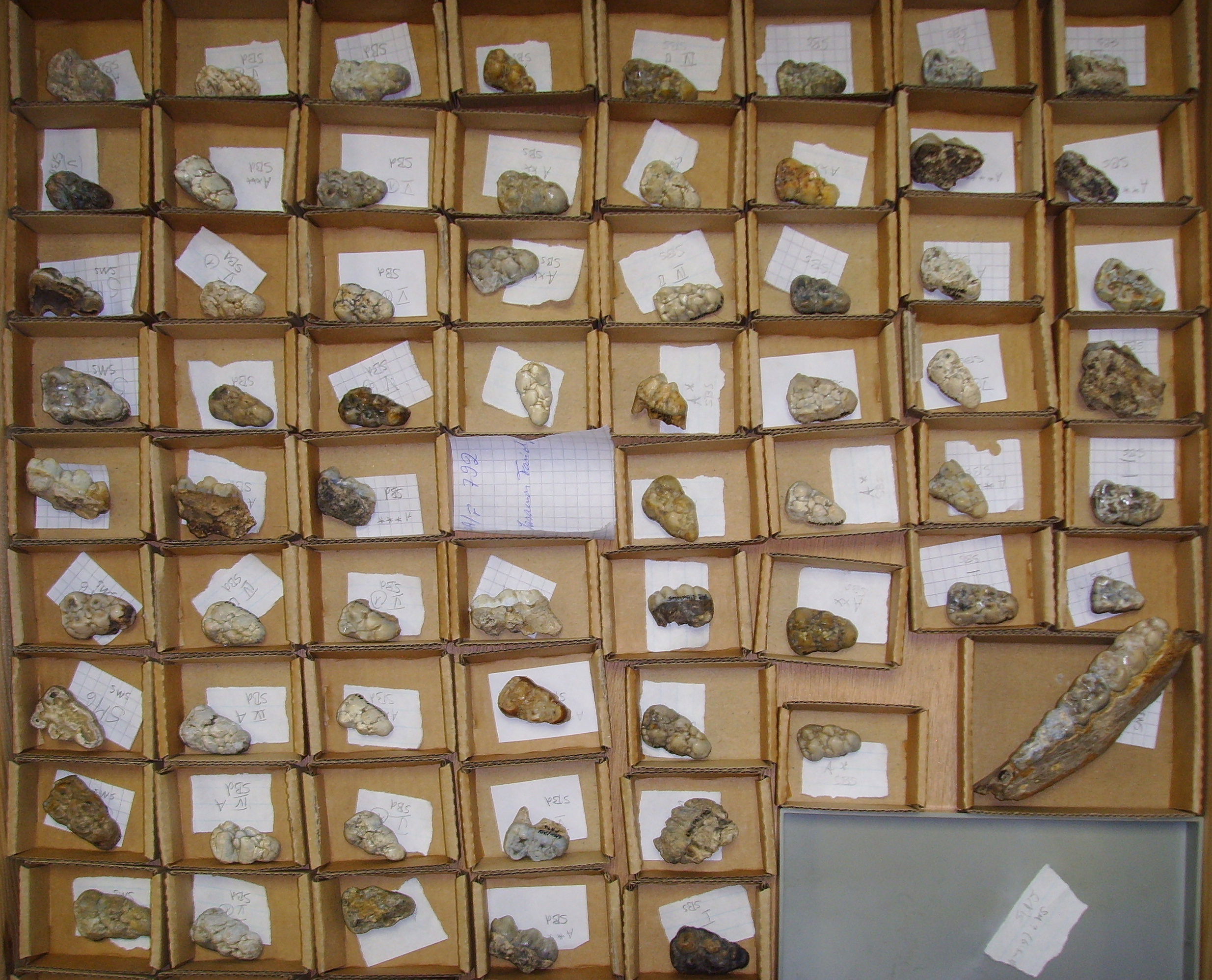
Colección de dientes de Suidae de Sangiran. «Colección Koenigswald» del Museo Senckenberg.

El profesor de von Koenigswald, Ferdinand Broili, tenía buenos contactos con los geólogos holandeses Karl Martin y R.W. van Bemmelen, gracias a los cuales, von Koenigswald, pudo unirse como paleontólogo al Servicio de Reconocimiento Geológico de las Indias Orientales Neerlandesas a finales de 1930 para trabajar en Java. Comenzó un estudio sistemático del país, financiado desde 1937 por la Fundación Carnegie. Von Koenigswald hizo sus más importantes hallazgos en esta zona de Asia, entre enero de 1931 y 1941. A la edad de 33 años, anunció el descubrimiento de una bóveda craneal de un individuo juvenil en Mojokerto que asignó a Pithecanthropus erectus (posteriormente clasificado como Homo erectus). Esta identificación fue criticada por el respetado paleontólogo Eugène Dubois, pero von Koenigswald no modificó su identificación. Entre 1937 y 1941, un número importante de ejemplares de homínidos surgieron de Java. En 1937, uno de sus asistentes le trajo un fragmento de cráneo de Pithecanthropus, desafortunadamente, la oferta para pagar «por pieza» los fósiles encontrados había llevado a los ayudantes locales a romper en pedazos los fósiles para obtener un mayor benefício. Una bóveda craneal de Sangiran, la primera de dicha localidad, era un duplicado exacto de la bóveda craneal del Pithecanthropus encontrado por Dubois. Otros fósiles bien conocidos incluyen la mandíbula "Sangiran B", la bien conocida maxila con diastema "Sangiran 4", y las mandíbulas de 1939 y 1941, asignadas por von Koenigswald a Meganthropus palaeojavanicus.
Sus trabajos sobre los fósiles de Java Central, en particular de Sangiran, lo llevaron a afirmar que los restos de mamíferos de la zona podían ser asignados a las tres etapas del Pleistoceno. Todos los fósiles de homínidos de Java habían surgido de los tres principales conjuntos estratigráficos:
- Formación Pucangan (Jetis), del Pleistoceno Inferior,
- Formación Kabuh (Trinil), del Pleistoceno Medio, y
- Capas de Ngandong, del Pleistoceno Superior.

Von Koenigswald señaló que estos y otros descubrimientos de fósiles desde 1917 contradecían la idea del siglo XIX de que los humanos tenían un ancestro con un cerebro moderno y una mandíbula simiesca, y llegó a sugerir la relación contraria. Los fósiles de Java se conservan en el Museo Senckenberg, con el apoyo financiero de la Fundación Werner Reimers de Bad Homburg.
En 1937, von Koenigswald acogió al paleontólogo Franz Weidenreich durante su visita a Java para examinar las nuevas localidades fosilíferas descubiertas.
También en 1937, von Koenigswald obtuvo la nacionalidad holandesa.
En 1938 von Koenigswald y Weidenreich anunciaron juntos el descubrimiento de un nuevo cráneo de Pithecanthropus (P. robustus). A principios de 1939, von Koenigswald llevó varias muestras de los homínidos de Java a Weidenreich, que se encontraba entonces en Pekín, China. Comparando los restos de Sangiran con los de Zhoukoudian, los dos científicos llegaron a la conclusión de que ambos homínidos habían sido muy afines. Se decidió abandonar el género Sinanthropus para los ejemplares chinos, combinando todos los ejemplares comparados bajo el mismo género, Pithecanthropus, que tenía la prioridad nomenclatorial. Con posterioridad, Pithecanthropus fue incorporado al género  Homo.

## Segunda Guerra Mundial
La Segunda Guerra Mundial trajo dificultades y peligros para von Koenigswald en Java. Se las arregló para ocultar su fósiles de la invasión japonesa. A pesar de ser ciudadano alemán, fue internado en un campo de prisioneros de guerra. El único cráneo fósil confiscado por los soldados japoneses fue entregado al emperador Hirohito como regalo de cumpleaños, pero le fue devuelto después de la guerra.
Durante los años de guerra, se publicó la descripción de Weidenreich de Sinanthropus. Weidenreich se reincorporó a su antiguo empleo en el Museo Americano de Historia Natural de Nueva York, se dedicó a revisar el registro fósil de la evolución humana, fusionando Sinanthropus pekinensis y Pithecanthropus erectus en un nuevo taxón, Homo erectus, con diferentes subespecies geográficas (H. erectus erectus, H. erectus pekinensis). Presumiendo que von Koenigswald había muerto a manos de los japoneses, estudió parte del material recolectado por este, y publicó sus resultados y descripciones, incluyendo algunos taxones nuevos. Después de la guerra, von Koenigswald y Weidenreich trabajaron juntos durante dieciocho meses en el Museo Americano de Historia Natural.

## Países Bajos
Durante los siguientes veinte años, von Koenigswald, ocupó la Cátedra de Paleontología, creada expresamente para él, en la Universidad de Utrecht en Holanda. Durante su carrera académica, visitó localidades fosilíferas en África (1951-52), Argentina, Tailandia y Borneo (1957), y Pakistán (1966-67). En Pakistán, von Koenigswald y sus estudiantes encontraron fósiles de homínidos que incluían un paladar asignado a una nueva especie del género Sivapithecus y dientes considerados como pertenecientes a Ramapithecus.
Von Koenigswald estudió las relaciones entre los fósiles de los homínidos africanos, asiáticos y europeos atribuidos a Ramapithecus o sus taxones afines como Graecopithecus de Grecia y Kenyapithecus de Fort Ternan, Kenia. Pensaba que las formas de la India eran homínidos, pero que las africanas eran póngidos. Esto último le llevó a sustentar firmemente la noción de India como la cuna de los homínidos.
Después de jubilarse de la Cátedra en Utrecht, la Fundación Werner-Reimers le proporcionó instalaciones en el Instituto de Investigación y Museo de Historia Natural Senckenberg de Fráncfort, Alemania. Con el apoyo de J. L. Franzen, dirigió el centro de investigación paleontológica durante catorce años, hasta su fallecimiento.
Von Koenigswald murió el 10 de julio de 1982 en su casa de Bad Homburg, cerca de Fráncfort, en Alemania.

## Obra
- von Koenigswald, G.H.R. (1955). Begegnungen mit dem Vormenschen. Düsseldorf. p. 229. [versión en español= Los hombres prehistóricos. Barcelona: Ediciones Omega. 1967. p. 220.]
- von Koenigswald, G.H.R. (1960). Die Geschichte des Menschen. Verständliche Wissenschaft 74. Berlín: Springer Verlag. p. 147. [versión en español= Historia del hombre. El libro de bolsillo 307. Madrid: Alianza Editorial. 1971. p. 199.]

## Taxones dedicados
- Deinogalerix koenigswaldi Freudenthal, 1972
- Fahlbuschia koenigswaldi (Freudenthal, 1963)
- Hipparion primigenium koenigswaldi Sondaar, 1961
- Indosiren koenigswaldi Sahni & Mishra, 1975
- Jankeijcythere koenigswaldi (Keij, 1954)
- Microdyromys koenigswaldi de Bruijn, 1966
- Valvulineria koenigswaldi Drooger, 1952